# David Sedaris
David Raymond Sedaris ( /sɪˈdɛərɪs/, 26 de dezembro de 1956)  é um humorista, comediante, autor e radialista americano. Tornou-se reconhecido publicamente em 1992, quando a National Public Radio transmitiu seu ensaio "Santaland Diaries" .Publicou sua primeira coleção de ensaios e contos, Barrel Fever , em 1994. É irmão e colaborador da atriz Amy Sedaris.
Muito do humor de Sedaris é ostensivamente autobiográfico e autodepreciativo, e geralmente diz respeito à sua vida familiar, sua educação de classe média nos subúrbios de Raleigh, Carolina do Norte, sua ascendência grega, homossexualidade, empregos, educação, uso de drogas e comportamentos obsessivos, e sua vida na França, Londres e nos South Downs ingleses.

## Primeiros anos
Sedaris nasceu em Johnson City, Nova York, filho de Sharon Elizabeth (née Leonard) e Louis Harry "Lou" Sedaris, engenheiro da IBM . Seu pai é descendente de gregos, enquanto sua mãe era anglo-americana . Sua mãe era protestante e seu pai é ortodoxo grego, a fé em que ele foi criado.
A família Sedaris se mudou quando David era jovem, e ele cresceu em uma área suburbana de Raleigh, Carolina do Norte, como o segundo filho de seis. Seus irmãos, do mais velho ao mais novo, são Lisa, Gretchen, Amy, Tiffany, e Paul ("the Rooster").
Depois de se formar na Jesse O. Sanderson High School em Raleigh, Sedaris frequentou brevemente a Western Carolina University  antes de se transferir para e abandonar a Kent State University em 1977. Na adolescência e na casa dos vinte anos, David se interessou por arte visual e performática . Ele descreve sua falta de sucesso em vários de seus ensaios.
Mudou-se para Chicago em 1983 e se formou na Escola do Instituto de Arte de Chicago em 1987. (Ele não frequentou a Universidade de Princeton, embora tenha falado dela com carinho em "What I Learned", um discurso cômico de bacharelado entregue em Princeton em junho de 2006. )

## Carreira
Enquanto trabalhava em empregos de meio-expediente em Raleigh, Chicago e Nova York, Sedaris foi descoberto em um clube de Chicago pelo apresentador de rádio Ira Glass ; Sedaris estava lendo um diário que mantinha desde 1977. Glass pediu que ele aparecesse em seu programa local semanal, The Wild Room . Sedaris disse: "Devo tudo a Ira. . . Minha vida mudou completamente, como se alguém acenasse uma varinha mágica. " O sucesso de Sedaris no The Wild Room levou à sua estreia na National Public Radio em 23 de dezembro de 1992, quando ele leu um ensaio de rádio na Morning Edition intitulado " Santaland Diaries ", que descrevia suas supostas experiências como duende na loja de departamentos Macy's durante o Natal em Nova Iorque.
"Santaland Diaries" foi um sucesso com os ouvintes, e fez de Sedaris o que o New York Times chamou de "um fenômeno menor". Começou a gravar um segmento mensal para a NPR com base em suas anotações do diário, editadas e produzidas por Glass, e assinou um contrato de dois livros com Little, Brown and Company .  Em 1993, Sedaris disse ao The New York Times que estava publicando seu primeiro livro, uma coleção de histórias e ensaios, e escreveu 70 páginas de seu segundo livro, um romance "sobre um homem que mantém um diário e quem Sedaris descreveu como 'não eu, mas muito parecido comigo'. "

## Vida pessoal
Desde 2019   Sedaris vive em Rackham, West Sussex, Inglaterra, com seu parceiro de longa data, pintor e cenógrafo Hugh Hamrick. Sedaris menciona Hamrick em várias de suas histórias, e descreve os dois como o "tipo de casal que não se casaria". Sabe-se que Sedaris costuma usar um farol à noite e passa horas removendo lixo de estradas e rodovias próximas.  Devido a esse hobby, ele é conhecido localmente como "Pig Pen" e tem um caminhão de lixo com o nome dele.
A irmã mais nova de David, Tiffany, morreu de suicídio em maio de 2013, pouco antes de completar 50 anos.

### Coletâneas de contos e ensaios
- Barrel Fever : Stories and Essays. Little, Brown. Boston: [s.n.] 1994
- Holidays on Ice. [S.l.: s.n.] 1997
- Naked. Little, Brown. Boston: [s.n.] 1997
  - Ed.brasileira: Pelado. Ed.Lugano, 2005.
- Me talk pretty one day. [S.l.: s.n.] 2000
  - Ed.brasileira: Eu falar bonito um dia. Companhia das Letras, 2008.

- Dress Your Family in Corduroy and Denim. [S.l.: s.n.] 2004
  - Ed.brasileira: De veludo cotelê e jeans. Companhia das Letras, 2006.
- Children Playing Before a Statue of Hercules (editor, 2005)
- When You Are Engulfed in Flames (2008)
  - Ed.brasileira: Engolido pelas labaredas. Companhia das Letras, 2009.
- Squirrel Seeks Chipmunk: A Modest Bestiary (2010)
- Let's Explore Diabetes With Owls (April 2013)
- Theft by Finding: Diaries (1977-2002) (May 2017)
- Calypso (May 2018)
- A Carnival of Snackeries: Diaries: Volume Two (July 2021)

### Artigos
- "Old Faithful"[25]
- "What I Learned"[26] (entregue em Princeton em junho de 2006), um fiscurso de formatura cômico
- Dentists Without Borders",[27] um ensaio bem-humorado sobre medicina socializada na França
- "I Brake for Traditional Marriage" (2010), uma perspectiva heterossexual da revogação da proposição 8 pela Califórnia[28]
- "The Poo Corner" (2005), uma peça que aborda a defecação pública em lojas de departamento, hotéis e máquinas de lavar dormitórios de faculdades[29]
- «Long way home : a journey made more difficult». Reflections. The New Yorker. 89: 28–31
- «Company man : guest-room gambits». Personal History. The New Yorker. 89: 28–30
- «Now we are five : a big family at the beach». Reflections. The New Yorker. 89: 26–30
- «Why aren't you laughing? Reckoning with addiction». Personal History. The New Yorker. 93: 30–35 [30]
- «Father Time : life at every age». Personal History. The New Yorker. 94: 18–22 [31]

### Peças teatrais
- Santaland Diaries and Seasons Greetings  (1998)
- The Book of Liz: A Play by David Sedaris and Amy Sedaris (2002)

### Gravações de áudio
- Barrel Fever and Other Stories (1994)
- Naked (1997)
- Holidays on Ice (1998)
- Me Talk Pretty One Day (2001)
- The David Sedaris Box Set (2002)
- Live At Carnegie Hall (2003)
- Dress Your Family in Corduroy and Denim (2004)
- When You Are Engulfed in Flames (2008)
- Live For Your Listening Pleasure (2009)
- Squirrel Seeks Chipmunk: A Modest Bestiary (2010)
- Let's Explore Diabetes with Owls (2013)
- Theft by Finding: Diaries (1977-2002) (2017)
- Calypso (May 2018)